# Айвинд Нилсен
Айвинд Нилсен (Хаугесун, 18 юни 1864 – Осло, 13 юли 1939) е норвежки художник, илюстратор и учител.

## Биография
Роден е в Хаугесун, Ругалан, Югозападна Норвегия. Той е син на общинския служител Мартин Нилсен (1823 – 1899) и Каролин Емили Петерсен (1830 – 1898). Нилсен е ученик на Ханс Хейердал и започва в училището по изкуствата Кнуд Бергслиен в Осло през 1880 г. Той учи в Мюнхен до 1883. От 1885 до 1888 г. е студент в Норвежката национална академия по занаятчийска и художествена индустрия.
Пробивът му като илюстратор е детската книга Norsk Billedbog for Børn от Олинг Холст от 1888 г., която се смята за първата цветна книга с картинки в Норвегия. Книгата става широко популярна и е препечатана многократно (17-о издание е издадено през 1998 г.). Той също така илюстрира продълженията от 1890 и 1903. Основните теми са били изобразявани натуралистично, но се държат отделно от декоративна рамка, обикновено под формата на корени на дървета или други органични форми. Общо той илюстрира 38 книги.
Известен е и с украсата на тавана в Националния театър в Осло, Норвегия. Той е преподавател в Норвежката национална академия по занаятчийска и художествена индустрия от 1890 до 1934 г. През 1899 г. получава държавна стипендия и заминава на учебни турове в Рим и Париж. Получава Кралския медал за заслуги в злато след пенсионирането си през 1934 г.

## Галерия
- Илюстрация в Norsk Billedbog for børn
- Илюстрация в Norsk Billedbog for børn
- Илюстрация в Norsk Billedbog for børn
- Илюстрация в Norsk Billedbog for børn
- Илюстрация в Norsk Billedbog for børn
- Илюстрация в Norsk Billedbog for børn